# Polyorchis haplus
Polyorchis haplus is een hydroïdpoliep uit de familie Polyorchidae. De poliep komt uit het geslacht Polyorchis. Polyorchis haplus werd in 1948 voor het eerst wetenschappelijk beschreven door Skogsberg. 